# Phrynobatrachus latifrons
Phrynobatrachus latifrons es una especie  de anfibios de la familia Phrynobatrachidae.

## Distribución geográfica
Se encuentra en Burkina Faso, norte de Camerún, Costa de Marfil, Gambia, Ghana, Guinea, Liberia, Malí, Nigeria, Senegal, Sierra Leona, Togo y, posiblemente, en Benín, Guinea-Bissau y Níger. Vive casi en cualquier medio de su rango, aunque evita la selva cerrada.